# Ревизионизм (сионизм)
Ревизионизм — течение в политическом сионизме, опирающееся на идеи Владимира Жаботинского. Декларируемые цели сионистов-ревизионистов включали установление еврейского большинства в Палестине, восстановление распущенных после Первой мировой войны еврейских вооружённых формирований и, в конечном итоге, создание еврейского государства на обоих берегах реки Иордан, то есть на всей территории, отведённой Лигой Наций для создания национального очага еврейского народа.

## Предпосылки возникновения ревизионистского сионизма
В 1919 году на Парижской мирной конференции и затем в 1920 году решением Лиги Наций Британской империи был предоставлен мандат на управление Палестиной с целью «установления в стране политических, административных и экономических условий для безопасного образования еврейского национального дома».
В состав территории, определённой как Палестина в 1919 году, входили территории современных Израиля, Иордании и Палестинской автономии. В дальнейшем, однако, британские власти пересмотрели как вопрос о том, на какой части территории будет создан еврейский национальный дом, так и обязательства по поддержке еврейской иммиграции и поселенческой деятельности, возложенные на них Лигой Наций. В частности, вся часть подмандатной территории к востоку от реки Иордан была передана под управление эмира Абдаллы, уроженца Мекки, а на еврейскую иммиграцию наложены жёсткие ограничения. Эти действия были связаны с тем, что помимо гарантий, данных сионистским лидерам, британцы также дали противоречащие им обязательства арабским лидерам, поддержавшим их в боевых действиях против Османской империи (британцы обещали поддержать создание независимых арабских государств на территориях, до войны принадлежавших Османской империи).

## Зарождение и разногласия с левыми
В 1925 году видный сионистский деятель Владимир Жаботинский, разочарованный политикой Великобритании на территории Палестины и примиренческой позицией лидеров Всемирной сионистской организации во главе с Хаимом Вейцманом, объявил о создании Всемирного Союза сионистов-ревизионистов. Цели союза предусматривали пересмотр, то есть ревизию, принципов политического сионизма.
В ядро новой организации, помимо Жаботинского, входили его ближайшие соратники: Меир Гроссман, Иосиф Шехтман, Соломон Гепштейн, Юлий Бруцкус и другие, участвовавшие с ним в создании «Еврейского легиона» и сотрудничавшие в редакции еженедельника «Рассвет». Несмотря на фактическое лидерство Жаботинского, первым председателем Союза был избран Владимир Тёмкин. В программе союза предлагалось оказывать непрестанное давление на Великобританию с целью обеспечения еврейского большинства на всей подмандатной территории, восстановления Еврейского легиона — еврейских вооружённых формирований, воевавших в составе войск Антанты и распущенных после Первой мировой войны, введения военного обучения среди еврейской молодёжи и в конечном итоге создания еврейского государства по обе стороны Иордана.
Ревизионисты расходились с большинством в руководстве сионистского движения по ряду ключевых вопросов. Они не одобряли названный ими «малым сионизмом» курс на освоение Эрец-Исраэль путём создания поселений и постепенного формирования инфраструктуры, при котором правовой аспект и вопрос международной поддержки были оставлены без внимания. Жаботинский, напротив, придавал большое значение политической деятельности, в частности, созданию еврейских государственных структур в Палестине ещё в период британского мандата и получению международных правовых гарантий еврейской государственности.
В 1927 году сионисты-ревизионисты инициировали дискуссию в рядах Всемирной еврейской организации о необходимости объявить создание еврейского государства на обоих берегах Иордана конечной целью сионистского движения. Это предложение было отвергнуто большинством депутатов XV Сионистского конгресса, а при повторной попытке провести голосование по этому предложению на XVII Сионистском конгрессе в 1931 году большинство, состоявшее из депутатов рабочих сионистских движений, даже не допустило самого голосования.
Споры между ревизионистами и левыми сионистскими партиями вызывал также классовый подход последних. Сионисты-социалисты пытались совместить цели национальные и классовые, тогда как ревизионисты провозгласили безусловный приоритет национальных целей перед любыми другими (в иврите эта идеология называлась «одно знамя», ивр. חד נס‎, хад нес). Сам Жаботинский писал по этому поводу: «Иметь два идеала — всё равно, что поклоняться двум богам». Соответственно, ревизионисты подвергали критике преимущественную поддержку, оказываемую Всемирной сионистской организацией сельскохозяйственным поселениям коммунального типа (в частности, кибуцам) и настаивали на равной поддержке частных предприятий и семейных фермерских хозяйств. Ревизионисты возглавили сопротивление монополии Гистадрута на регуляцию трудовых отношений внутри ишува. В целом ревизионисты придерживались идей корпоративизма, хотя также поддерживали и частную конкуренцию, что характерно для рыночной экономики. 
Другие расхождения ревизионистов с большинством во Всемирной сионистской организации были связаны с отношением к арабам Палестины, против «умиротворения» которых ценой уступок выступали последователи Жаботинского, и с идеей расширения Еврейского агентства за счёт включения в него несионистских движений, против которой также выступали ревизионисты.

## Рост движения
Ревизионистское течение в сионизме быстро завоевало популярность. С 1925 до 1931 года представительство ревизионистов на Сионистских конгрессах выросло с пяти до 52 делегатов, или менее чем с двух до двадцати процентов от общего числа делегатов. Ревизионизм поддержали многие сионистские деятели в странах рассеяния, а секции Союза сионистов-ревизионистов возникли практически во всех странах, где существовала еврейская диаспора, наибольшим влиянием пользуясь в Польше, Латвии и Литве. Ревизионистские позиции были характерны для движения «Бейтар», основателем которого также был Жаботинский. В 1931 году на Первом съезде «Бейтара» Жаботинский был избран его председателем. Конфронтация между ревизионистами и левыми сионистскими партиями привела на определённом этапе к тому, что члены «Бейтара» отказывались вступать в «Хагану», так как считали, что ей руководят социалисты.
При этом влияние ревизионистов в Палестине было меньше, чем в странах рассеяния: придавая первостепенное значение действиям по политическим каналам, ревизионисты уделяли меньше внимания поселенческой деятельности, чем их оппоненты из рабочих сионистских движений, и массовая иммиграция ревизионистов (в основном членов «Бейтара») в Палестину началась только в конце 1920-х годов. Вдобавок ревизионистская инфраструктура (профсоюзы, больничные кассы, страховые общества, кассы взаимопомощи) в Палестине была слабо развита, что исключало возможность привлечения новых членов из числа уже проживавших там евреев. Тем не менее на выборах в Собрание представителей, состоявшихся среди евреев Палестины в 1931 году, ревизионисты получили 15 мест из 71, сформировав вторую по размеру фракцию.
В 1932 году в польском городе Радом ревизионистами был основан Солдатский союз (ивр. ברית החייל‎, Брит ха-Хайял), в который входили евреи-военнослужащие запаса, в том числе ветераны мировой войны. К 1935 году в Солдатский союз входили 170 филиалов в восьми странах, причём только в Польше в его рядах состояли сорок тысяч человек. К 1939 году филиалы Солдатского союза действовали в 12 странах и вольном городе Данциге. В целях финансирования физической и военной подготовки молодёжи в Лондоне в 1929 году был создан фонд «Тель-Хай». Под эгидой Союза ревизионистов были сформированы также женская организация, студенческие и школьные общества, «Ахдут Исраэль» — союз религиозных сторонников ревизионизма — и спортивное общество «Нордия». Ревизионисты издавали целый ряд газет и журналов; в Палестине их главным печатным органом до 1931 года была газета «Доар ха-Йом», позже ревизионистские издания в Палестине сменяли друг друга примерно раз в два года до 1938 года, когда начала выходить газета «Ха-Машкиф», издававшаяся до 1948 года.

## Радикализация
Относительно демократичные взгляды Жаботинского и его ближайших соратников (современные историки, в частности, новый историк Том Сегев, в противовес левосионистской пропаганде более ранних периодов, характеризуют ревизионистов довоенного периода как классическую либеральную партию XIX века) плохо сочетались с радикальными националистическими позициями части последователей ревизионизма. Представители этой идеологии, в частности, объединились в рядах Союза бунтарей (ивр. ברית הבריונים‎, Брит ха-Бирьоним), созданного Аббой Ахимеиром. Членов этой организации уже не устраивал ненасильственный протест, и они склонялись к методам нелегальной деятельности и даже террора.
Члены Союза бунтарей доставили в Палестину через Ливан нелегальным путём около 600 евреев, а в 1931 году пытались сорвать перепись населения на подмандатной территории, целью которой, по мнению ревизионистов, было показать преобладание арабского населения в Палестине над еврейским. Нарушались также административные запреты, в частности, трубить в шофар у Стены плача в Рош ха-Шана и Йом-Кипур. Члены Союза бунтарей неоднократно попадали под арест за свои действия, обычно не согласованные с руководством Союза ревизионистов. Жаботинский, высказывая восхищение талантами Ахимеира и его товарища по организации и преданностью сионистской идее Йехошуа-Хешела Ейвина, отвергал их подход, ставящий государство над индивидуумом, и предрасположенность к насилию.
Близость позиций Союза бунтарей к фашизму (тот же Абба Ахимеир публиковал в газете «Доар ха-Йом» статьи под общим названием «Из записной книжки фашиста») и публичное восхищение его идеологов итальянским фашизмом не мешала организации вести деятельность, направленную против германских нацистов. Именно Ахимеир и его последователи инициировали антинацистский бойкот в Палестине, а в 1933 году срывали нацистские знамёна с германских консульств. Тем не менее, их идеологические противники в сионистском движении постоянно указывали на близость их идеологии к фашистской и на увлечение милитаристской символикой, характерное как для итальянских фашистов, так и для нацистов. Всё ревизионистское течение, включая его лидера Жаботинского, которого Бен-Гурион назвал «Владимир Гитлер» (а другой член ЦК партии МАПАЙ в 1934 году сравнил Ахимеира с Герингом), изображалось левосионистской пропагандой как рупор радикальных националистических идей.

## Раскол в сионистском движении
В начале 1930-х годов конфронтация между ревизионистами, с одной стороны, и руководством Всемирной сионистской организации, которое поддерживало рабочие сионистские движения, с другой стороны, дошла до точки разрыва. После того, как на XVII Сионистском конгрессе социалисты блокировали голосование по предложенной ревизионистами резолюции о конечной цели сионистского движения, Жаботинский с соратниками покинули зал заседаний, а позже в том же году объявили, что не считают себя обязанными выполнять решения Всемирной сионистской организации и будут проводить собственную политику. Первым самостоятельным шагом стала попытка сбора подписей под петицией, содержавшей обращение к правительствам стран мира, в том числе Британской империи, с призывом к созданию независимого еврейского государства в Палестине.
Эти шаги вызвали жёсткие санкции со стороны Всемирной сионистской организации, и в 1932 году Еврейское агентство, распределявшее среди евреев ограниченное количество виз на въезд в Палестину, прекратило выдавать их членам «Бейтара». В ответ командование «Бейтара» официально разрешило своим членам искать обходные пути для проникновения в Палестину, в частности, с помощью рабочих виз, выдававшихся работникам местных предприятий. Ревизионисты начали последовательный бойкот структур, связанных со Всемирной сионистской организацией, включая Еврейский национальный фонд и Гистадрут, а ревизионисты-члены «Хаганы» покинули её ряды, создав независимую военизированную организацию «Хагана Бет» (позже «Иргун цваи Леуми», или, сокращённо, «ЭЦЕЛ»). Создавались и параллельные существующим ревизионистские структуры: так, фонд «Тель-Хай» стал выполнять для ревизионистов роль Еврейского национального фонда, были созданы отдельный профсоюз и больничная касса.
В апреле 1933 года Жаботинский поставил перед правлением Союза ревизионистов вопрос о выходе из Всемирной сионистской организации, но это предложение было отвергнуто большинством голосов. Тогда Жаботинский напрямую обратился к рядовым членам союза и получил на референдуме их безусловную поддержку (более 90 процентов поддержали его предложение). После этого противники выхода из Всемирной сионистской организации покинули Союз ревизионистов и на выборах делегатов XVIII Сионистского конгресса выступили отдельным списком, получившим три мандата (из 318, против 52, полученных ревизионистами на прошлом конгрессе). Члены этого списка и ревизионисты, ранее покинувшие организацию Жаботинского из-за разногласий по поводу её курса, совместно объявили о создании Партии еврейского государства в рамках Всемирной сионистской организации. Во главе новой партии встал Меир Гроссман. Партия еврейского государства оставалась карликовой вплоть до начала Второй мировой войны: к этому моменту в ней было восемь тысяч членов. XVIII сионистский конгресс осудил деятельность «Бейтара», в том числе срыв общих забастовок его членами, и вынес резолюцию, объявляющую обязательным подчинение всех сионистских движений Всемирной сионистской организации.
Новый кризис в отношениях между Союзом ревизионистов и Всемирной сионистской организацией был связан с убийством в Палестине Хаима Арлозорова, руководителя политического отдела Еврейского агентства. Арлозоров активно выступал за переговоры с нацистской Германией с целью добиться беспрепятственной эмиграции германских евреев. В его убийстве были обвинены члены «Бейтара» и Союза бунтарей Авраам Ставский и Цви Розенблатт; на скамью подсудимых попал и Абба Ахимеир. Хотя все трое были впоследствии оправданы (Розенблатт и Ахимеир за отсутствием доказательств, а Ставский по британскому закону, признававшему показания одного свидетеля недостаточными для обвинительного приговора), эти события провели к распаду Союза бунтарей.

## Новая сионистская организация
В октябре 1934 года Жаботинский и Бен-Гурион провели переговоры, целью которых была нормализация отношений между ревизионистами и сионистами-социалистами. Предполагалось прекращение взаимной враждебной пропаганды, возвращение Союза ревизионистов в состав Всемирной сионистской организации, интеграция профсоюзов и фондов, отмена ограничения на выдачу виз ревизионистам и шагов, предпринятых «Бейтаром» по обходу этого ограничения. В январе 1935 года это соглашение было ратифицировано VI всемирной конференцией сионистов-ревизионистов, но в марте на референдуме членов Гистадрута оно было отвергнуто. Лидеры сионистского рабочего движения, включая идеолога левого сионизма Ицхака Табенкина, хайфского профсоюзного деятеля и будущего мэра Хайфы Аббу Хуши и будущего премьер-министра Израиля Моше Шарета, возражали против любого сближения с ревизионистами, которых называли фашистами и хулиганами. В итоге возвращение ревизионистов в общее сионистское движение было сорвано, и они, за исключением Партии еврейского государства, бойкотировали XIX Сионистский конгресс. Вскоре после конгресса на отдельном съезде ревизионистов было объявлено о создании Новой сионистской организации. Программа организации предусматривала создание еврейского большинства по обе стороны Иордана, учреждение еврейского государства в Палестине на принципах Торы и, в конечном счёте, после репатриации в Палестину всех евреев, ликвидацию диаспоры.
Председателем Новой сионистской организации был избран Жаботинский, её штаб-квартиру решено было расположить в Лондоне. Организация решительно выступила против плана раздела Палестины, предложенного в 1937 году комиссией Пиля. В 1938 году её руководство выступило с идеей переселения в Палестину полутора миллионов евреев Восточной Европы ввиду угрозы немецкого вторжения, но этот план, с интересом встреченный польским руководством, был отвергнут большинством еврейских организаций, как сионистских, так и несионистских. В этот период ревизионисты активизировали усилия по организации нелегальной еврейской иммиграции в Палестину. Организация Жаботинского остро критиковала тактику сдержанности, избранную «Хаганой» в период арабского восстания в 1936-1939 годах, хотя избегала официально поддерживать встречный террор, развёрнутый членами «ЭЦЕЛа» против арабов Палестины.
В самой Новой сионистской организации также имели место разногласия о методах ведения борьбы. На Всемирной конференции «Бейтара» в 1938 году Менахем Бегин заявил, что время политических методов прошло и следует переходить к вооружённой борьбе. Несмотря на то, что присутствовавший на конференции Жаботинский однозначно отверг эту позицию, она получила поддержку большинства молодых членов «Бейтара».
С началом Второй мировой войны Новая сионистская организация выступила с безоговорочной поддержкой Великобритании и её союзников в борьбе с нацизмом. «ЭЦЕЛ» на время войны объявил о прекращении борьбы с британскими властями в Палестине, хотя отколовшаяся от него организация «ЛЕХИ» продолжала акты террора и экспроприации, что кончилось почти полной ликвидацией её руководства, и даже пыталась наладить контакты с нацистами через вишистскую Сирию. Жаботинский, перебравшийся в 1940 году в Нью-Йорк, выдвинул идею создания Всемирного еврейского совета и формировании под его эгидой еврейских вооружённых сил, с тем, чтобы евреи после войны получили своё представительство среди держав-победительниц. В то же время и во время войны ревизионисты продолжали борьбу за создание еврейского государства политическими методами, направляя петиции руководителям стран антигитлеровской коалиции. На оккупированных нацистами территориях выжившие ревизионисты либо влились в общие ряды сопротивления, либо (как в отдельных случаях на территории Польши и Литвы) даже создали собственные подпольные боевые группы.

## Реинтеграция в сионистское движение
На определённом этапе, в 1942 году, после того, как сионистская конференция в Нью-Йорке провозгласила целью сионистского движения создание еврейского общества в Палестине, наметилось сближение Всемирной сионистской организации и ревизионистов, но интеграции не произошло, в первую очередь из-за противодействия Бен-Гуриона.
После войны, когда Всемирная сионистская организация активизировала политическую борьбу за еврейское государство и стала предпринимать усилия по обеспечению нелегальной еврейской иммиграции в Палестину, идеологические разногласия уже практически стёрлись, и в 1946 году Новая сионистская организация, после смерти Жаботинского оставшаяся без лидера, объявила о самороспуске и возвращении в состав Всемирной сионистской организации в качестве фракции. Новая фракция взяла себе прежнее название, Всемирный Союз сионистов-ревизионистов. Позже в том же году произошло объединение с Партией еврейского государства; новая структура получила название Объединённый союз сионистов-ревизионистов и в декабре была представлена на XXII сионистском конгрессе 41 делегатом из 385.
В 1948 году два лидера ревизионистов, Гроссман и Шехтман, были избраны в правление Всемирной сионистской организации. Среди делегатов Народного совета, подписавших Декларацию независимости Израиля, также были двое ревизионистов, оба бывшие члены Партии еврейского государства.
На выборах в Кнессет 1-го созыва, прошедших 25 января 1949 года, движение «Херут», созданное бывшими членами «ЭЦЕЛа», получило 14 мандатов (11,5 % голосов), а в 1950 году все ревизионистские организации в мире объединились во Всемирный союз Херут, причём партия «Херут» была признана его единственным полномочным представителем в Израиле. Ряд лидеров ревизионистов, отказавшихся войти в новое объединение, примкнул впоследствии к так называемым «Общим сионистам». С этого времени Всемирный союз Херут регулярно представлен на Сионистских конгрессах несколькими десятками делегатов (от 33 в 1951 году до 86 в 1982 году), а партия «Херут» оставалась ведущей оппозиционной партией в Израиле (с 1965 года в блокe «ГАХАЛ», c 1974 года — «Ликуд»). В 1977 году «Ликуду» удалось впервые в истории Израиля сформировать правящую коалицию без участия левосионистских партий, а его лидеру, бывшему командиру «ЭЦЕЛа» Менахему Бегину — стать премьер-министром Израиля. Организации сионистов-ревизионистов, действующие в десятках стран мира, в настоящее время в целом разделяют программу «Ликуда».